# Zuider Gymnasium
Het Zuider Gymnasium is een zelfstandig gymnasium in Rotterdam-Zuid. De school is in 2016 afgesplitst van de Christelijke Scholengemeenschap Calvijn. Naast middelbaar onderwijs biedt de school ook onderdak aan een basisschool voor meer- en hoogbegaafde kinderen vanaf groep 5.

## Geschiedenis
Het Christelijk Lyceum Johannes Calvijn ontstond uit de in 1929 opgerichte Christelijke HBS Linker Maasoever. In 1949 werd een gymnasiumafdeling opgericht. Met de invoering van de Mammoetwet in 1968 werd de school een scholengemeenschap met vwo, havo en vanaf 1969 ook mavo. In de jaren 70 kreeg de afdeling gymnasium van Calvijn voor het eerst een eigen gebouw, gevestigd in Zaailand. De afdeling keerde enkele jaren later terug naar het gebouw aan de Mare, dat in 1999 werd uitgebreid met een nieuwbouwgedeelte aan de Grift.
Het Johannes Calvijn, dat inmiddels met diverse andere scholen was gefuseerd, ging in 2004 samen met de CSG Maarten Luther onder de naam Christelijke Scholengemeenschap Calvijn. Het was een grote school met meerdere vestigingen in Rotterdam en Barendrecht. De gymnasiumafdeling bleef gehuisvest in het oorspronkelijke gebouw aan de Mare/Grift.
In 2016 werd de gymnasiumafdeling een onafhankelijke school. Per 1 augustus 2017 ging de school daadwerkelijk van start onder de naam Zuider Gymnasium, terwijl de overige schoolniveaus verder gingen als Vreewijk Lyceum. Wel zaten de twee scholen nog in hetzelfde gebouw. In het voorjaar van 2018 werd besloten omwille van tegenvallende resultaten het Lyceum op te splitsen. De vwo-leerlingen van het Lyceum werden ondergebracht bij het Zuider Gymnasium.
In 2022 verhuisde het Zuider Gymnasium naar het voormalige Zuiderziekenhuis. De komst van het gymnasium moest het stadsdeel Zuid tevens een nieuwe impuls geven.